# Ginko Ogino
Ginko Ogino (en japonais 荻野吟子, Ogino Ginko), née le 4 avril 1851 à Kumagaya et morte le 23 juin 1913 à Tokyo, est la première femme médecin diplômée au Japon. Alors qu'elle travaillait comme médecin, elle a grandement contribué à l'amélioration de la position des femmes dans la société. L'astéroïde (10526) Ginkogino est nommé en son honneur.

## Biographie
Ogino est née dans la province de Musashi (aujourd'hui Kumagaya, dans la préfecture de Saitama). Elle a été mariée à l'âge de 16 ans avec le fils du premier directeur de la banque Ashikaga. Très vite, elle a divorcé après avoir contracté la gonorrhée de son mari. Après l'embarras d'avoir dû  consulter des médecins de sexe masculin avec ce qui était considéré comme une maladie « honteuse », elle décide qu'elle va devenir médecin pour aider les femmes vivant des circonstances similaires. Elle obtint un diplôme de l'École normale des femmes de Tokyo (l'actuelle Université Ochanomizu), qui était à l'époque une école privée de médecine. Malgré les préjugés et exclusivement masculin. Après beaucoup de difficultés, elle est diplômée en 1882, et après de nombreuses pétitions, elle est finalement autorisée à exercer en 1885.
Elle a ouvert l'hôpital Ogino de Yushima (ja), spécialisé en obstétrique et gynécologie, à Tokyo, la même année que la première femme médecin au Japon. Elle a également servi en tant que médecin à l'école de filles de l'Université Meiji Gakuin.
Ogino épouse un ecclésiastique protestant et visionnaire utopique, Yukiyoshi Shikata, en 1890, et déménage avec lui à Hokkaidō en 1894, où elle dirige un cabinet médical. Après la mort de son mari, elle retourne à Tokyo et, en 1908, reprend la direction d'un hôpital. Elle a également été active dans le woman's Christian Temperance Union (WCTU).
Ogino meurt d'athérosclérose à Tokyo en 1913.